# 網野鉦一
網野 鉦一（あみの しょういち、1934年1月30日 - 2006年1月17日）は、日本の映画監督、脚本家、映画プロデューサー、養成学校経営者である。網野映画株式会社、網野学園株式会社代表。日本映画監督協会物故会員。

## 人物・来歴
1934年（昭和9年）1月30日、千葉県に生まれる。
1952年（昭和27年）3月、千葉県立長生高等学校を卒業、その後1956年（昭和31年）、満22歳のときに脚本家になった。日本映画監督協会公式ウェブサイトの網野の項目には、その6年後の1962年（昭和37年）に「新東宝映画演出部入社」と記載されているが、新東宝は前年1961年（昭和36年）8月31日に倒産しており、製作部門はその年の11月15日に切り離されて、ニッポン・アートフィルム・カンパニー（NAC）になっており、同年に同社が「新東宝」の名で製作したものは、2月11日公開の『俺が裁くんだ』（監督橋田寿久年、配給日活）、6月3日公開の『悲しみはいつも母に』（監督中川信夫、配給大映）の2作のみで、現在の新東宝映画の前身である新東宝興業が映画を製作するのは1963年（昭和38年）6月22日に公開された『日本残酷物語』（監督中川信夫・小森白・高橋典）を待つことになる。1966年（昭和41年）、フリーランスの演出家になる。
1973年（昭和48年）、映画製作会社の網野映画株式会社を設立、同社は同年、ベトナム戦争の戦時下にある南ベトナム政府（当時のベトナム共和国）の国立映画センターおよび国立テレビセンターとの合作を行い、網野を監督にセミドキュメンタリー的な児童劇映画『メコンの詩』を製作する。同作は1976年（昭和51年）に公開されている。ひきつづき網野は、脚本家の長田紀生を監督に起用し、劇映画『ナンバーテン・ブルース さらばサイゴン』を企画・製作、同作のロケーション撮影を1974年（昭和49年）から1975年（昭和50年）初頭にかけての約4か月間、サイゴン（現在のホーチミン市）で行い、同年4月30日に同市が陥落する以前に撮影を終えている。同作については、0号プリントまで完成した後に諸事情で公開されることがなかった。ロケーション撮影した地域は終戦とともに政治体制が変わり、ベトナム社会主義共和国になった。
その後、網野は記録映画を積極的に製作し、1980年（昭和55年）には山形県の通商産業大臣指定伝統的工芸品に取材した『置賜紬』等を発表した。着付けの学校「網野学園」（経営・網野学園株式会社）を東京都大田区西蒲田に開き、同学園を経営した。1988年（昭和63年）12月には著書『着つけレッスン』（グラフ社）を上梓、1997年（平成9年）10月13日には「帯の弛み防止具と、それを用いた帯結び方法」を発明して特許出願しており、1999年（平成11年）4月27日付で公開される等、着付けの実際の分野にも取り組んだ。
2006年（平成18年）1月17日、午前8時37分、肺炎による低酸素血症のため、入院先の東京都大田区の病院で死去した。享年73（満71歳）。公開されなかった映画『ナンバーテン・ブルース さらばサイゴン』は、遺族がネガフィルムと0号プリントを東京国立近代美術館フィルムセンター（NFC）に寄贈した。これをもとに同作の監督の長田紀生が2012年10月にデジタル編集を行って修復、改めて完成し、同作に「混血児タロー」役で出演していた磯村健治が経営する企業「プレサリオ」 が配給して2014年（平成26年）4月26日、初めて全国公開された。NFC所蔵のプリントは105分、公開版は99分である。

## おもなフィルモグラフィ
監督・脚本・製作等のクレジットは、公開年月日の右側に付した（特筆のないものはすべて監督）。東京国立近代美術館フィルムセンター（NFC）等の所蔵状況についても記す。
- 『メコンの詩』 : 製作網野映画、1973年製作 - 監督・製作、86分の上映用プリントをNFC所蔵[3]
- 『ナンバーテン・ブルース さらばサイゴン』 : 脚本・監督長田紀生、製作網野映画、1975年製作・2014年4月26日公開 - 企画・製作、105分の上映用プリントをNFC所蔵[3]
- 『置賜紬』 : 製作網野映画、記録映画、1980年製作
- 『紅花の里』 : 製作網野映画、記録映画、1980年製作
- 『古代織物』 : 製作網野映画、記録映画、1980年製作
- 『ぜんまい紬』 : 製作網野映画、記録映画、1981年製作
- 『置賜紬白鷹』 : 製作網野映画、記録映画、1981年製作
- 『着付レッスン』 : 製作網野映画、プロモーションビデオ、1993年製作

## ビブリオグラフィ
著作の一覧である。
- 『着つけレッスン - ひとりで着る、人にも着せられる』、グラフ社、1988年12月発行
- 『帯結びレッスン - 自分で結ぶ基本結び 結んであげる変わり結び』、グラフ社、1990年11月発行 ISBN 4766202872
- 『着物の知識と着つけ - 初めて着物を着る人、着せる人に』、グラフ社、1996年11月発行 ISBN 4766203992
- 『自分で縫う自分で着るゆかたの本』、グラフ社、1997年7月発行 ISBN 4766204395